# Kasos Kai Kasonisia – Evryteri Thalassia Periochi
Kasos Kai Kasonisia – Evryteri Thalassia Periochi este o arie protejată (arie specială de conservare — SAC, sit de importanță comunitară — SCI) din Grecia întinsă pe o suprafață de 21.487,37 ha, integral pe uscat.

## Localizare
Centrul sitului Kasos Kai Kasonisia – Evryteri Thalassia Periochi este situat la coordonatele 35°24′15″N 26°54′38″E / 35.404069°N 26.910484°E.

## Înființare
Situl Kasos Kai Kasonisia – Evryteri Thalassia Periochi a fost declarat sit de importanță comunitară în august 1996 pentru a proteja 2 specii de plante și 2 specii de animale. Situl a fost protejat și ca arie specială de conservare în martie 2011.

## Biodiversitate
Situată în ecoregiunile marină mediteraneană și mediteraneană, aria protejată conține 15 habitate naturale: Bancuri de nisip acoperite în permanență slab de apă marină, Straturi cu Posidonia (Posidonion oceanicae), Recifuri, Faleze cu vegetație de Limonium spp. endemic de pe coastele mediteraneene, Salicornia și alte specii anuale care populează regiunile mlăștinoase și nisipoase, Tufărișuri halo-nitrofile (Pegano-Salsoletea), Dune mobile cu vegetație embrionară, Iazuri temporare mediteraneene, Râuri mediteraneene cu debit intermitent, cu specii de Paspalo-Agrostidion, Matorral arborescenți cu Juniperus spp., Tufărișuri termo-mediteraneene și de pre-deșert, Sarcopoterium spinosum phryganas, Pante stâncoase calcaroase cu vegetație casmofită, Peșteri inaccesibile publicului, Peșteri marine scufundate complet sau parțial.
La baza desemnării sitului se află mai multe specii protejate:
- plante (2): Crepis pusilla, Silene holzmannii
- amfibieni (1): Lyciasalamandra helverseni
- mamifere (1): delfin mare (Tursiops truncatus)

Pe lângă speciile protejate, pe teritoriul sitului au mai fost identificate 44 de specii de plante, 9 specii de nevertebrate, 4 specii de pești, 4 specii de reptile.